# Dünden Bugüne İstanbul Ansiklopedisi
Dünden Bugüne İstanbul Ansiklopedisi ("Enciclopedia di Istanbul dal passato al presente") è un'enciclopedia turca pubblicata congiuntamente dal Ministero della Cultura e dalla Fondazione Storica (in turco Tarih Vakfı) in Turchia. L'enciclopedia, pubblicata per la prima volta in fascicoli settimanali tra il 1993 e il 1994, è stata successivamente immessa sul mercato in volumi. L'enciclopedia, il cui 7° volume è stato pubblicato nel 1994, è stata completata in 8 volumi con l'aggiunta di un volume di indici nel 1995. (ISBN 975-7306-00-2)

## Descrizione
L'"Enciclopedia di Istanbul dal passato al presente", una rara 'enciclopedia urbana', è stata preparata con l'intento di essere la risorsa più ricca, completa e sistematica su Istanbul. L'opera, stampata su carta patinata con tecnica di stampa offset e composta da 4.608 pagine, comprende 10.000 articoli, 4.300 fotografie a colori e in bianco e nero, incisioni, mappe e schizzi. Quasi ogni pagina dell'enciclopedia contiene uno o più materiali visivi. 336 autori hanno contribuito a questo libro di consultazione preparato da un grande comitato editoriale. L'autore e la bibliografia dell'articolo sono indicati alla fine degli articoli disposti in ordine alfabetico.
L'enciclopedia, che comprende ampie voci tematiche in ordine alfabetico, anche se sostanzialmente è ordinata in ordine alfabetico, si concentra anche sulla storia di questa città che risale a molto più indietro, nonostante il peso dei periodi bizantino e ottomano e i soggetti e gli articoli relativi a questi periodi. Inoltre, include articoli su quasi ogni aspetto della Istanbul contemporanea e della vita quotidiana, dalla vita familiare ai centri commerciali, dalla speculazione fondiaria ai cinema all'aperto, dal settore bancario alla vita dello spettacolo, dall'economia all'energia, dai bassifondi agli ambulanti. Inoltre, vengono di volta in volta menzionate alcune tradizioni, tipologie, eventi, ambienti e luoghi ormai perduti a cui non è stata data importanza, discussa o scritta, ma che fanno di Istanbul ciò che è.

## Pubblicazioni analoghe
Come si legge nella prefazione dell'opera, nonostante l'abbondanza di monografie, libri di archeologia e storia e pubblicazioni turistiche sulle città, le 'enciclopedie urbane' sono rare. Ai tempi della pubblicazione non esisteva altra "enciclopedia urbana" all'estero, a eccezione dell'esempio di "An Encyclopedia of London" in un volume. In Turchia, invece, ci sono pochi esempi del passato in quest'area e sono tutti legati a Istanbul.
Il più importante di questi è la İstanbul Ansiklopedisi in 11 volumi (incompiuta al capitolo 173), che Reşad Ekrem Koçu (1905-1975) cercò di completare con grande dedizione e sforzi personali fino alla sua morte. Sebbene sia simile all'enciclopedia oggetto di questo articolo, questa esamina il periodo di 500 anni dopo la conquista turca di Istanbul. L'enciclopedia poté arrivare solo all'articolo "Gökçınar".
Le altre due enciclopedie su Istanbul sono: la "Grande Enciclopedia illustrata di Istanbul" in un volume, che è stata preparata e integrata da Mithat Sertoğlu dal quotidiano Yeni Istanbul nel 1968, e l'"Enciclopedia della Cultura e Arte di Istanbul", che è stata avviata nel 1982 dal quotidiano Tercüman, ma è stata lasciata incompiuta all'articolo "Ozansoy" nel 4° volume dell'Enciclopedia dell'Arte.